# クリスティアン・ランデンベルガー
クリスティアン・ランデンベルガー（Christian Adam Landenberger,1862年4月7日 - 1927年2月13日）はドイツの画家である。ドイツにおける「印象派」の画家の一人とされる。シュトゥットガルトの美術アカデミーの教授なども務めた。

## 略歴
バーデン＝ヴュルテンベルク州のエビンゲン(Ebingen)に生まれた。1879年からシュトゥットガルトの美術アカデミーで学んだ後、1883年から18887年の間、ミュンヘン美術院で学んだ。当時のミュンヘンには新しい美術の担い手が集まっていた。1890年に初めてミュンヘンの国際美術展に出展し、1892年に「ミュンヘン分離派」の創立メンバーとなり、1916年まで分離派の展覧会に毎年出展した。
1895年に個人で絵画教室を開き、1899年から1905年の間はミュンヘン芸術家協会（Münchner Künstlerinnenverein）の女子美術学校の絵画の教師を務めた。1905年にシュトゥットガルトの美術アカデミーに新しく設けられた「絵画技術」の教授に任じられた。
初期のスタイルは写実的で暗い色調であったが、1890年以降は、色調が明るくなり、粗いタッチを用いるようになった。ドイツにおける「外光派」の画家の先駆けの一人であった。1893年から1915年ころまで「水浴びする少年」をよく描いた。1919年以降は版画作品も制作した。

## 作品
- 「水浴びする少年」(1905)
- 「アンマー湖」(1918)
- レヒテンシュタインの風景(1921)

- 座っている少年
- 「ハレムの情景」(1913)
- アンマー湖とヨット(1921)
- 「海辺」(1915)